# Wu Sangui

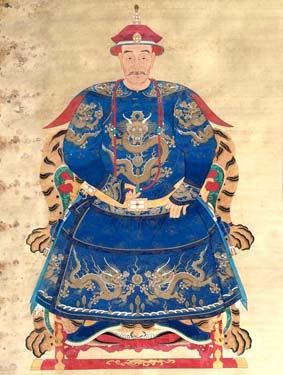
Wu Sangui

Wu Sangui (1612 – 1678) was een generaal in dienst van de Ming-dynastie. Door het sluiten van een alliantie met de Mantsjoes speelde hij een essentiële rol in het door hen in 1644 vrijwel ongehinderd kunnen innemen van Peking. In de jaren daarna was hij generaal in legers van de Qing-dynastie die het verzet van Ming-loyalisten braken. Hij werd daarvoor beloond met het militair gouverneurschap van Yunnan. In 1673 kwam hij met een aantal andere militaire gouverneurs van zuidelijke provincies in opstand tegen de keizer Kangxi. In dat laatste jaar proclameerde hij zichzelf tot keizer van de Zhou-dynastie en werd als zodanig na zijn overlijden in 1678 opgevolgd door een kleinzoon.

## Militaire carrière
Wu Sangui werd geboren in Liaodong, in het noordoosten van China. Zijn vader, Wu Xiang, was eveneens militair. Deze werd in 1630 bestraft vanwege zijn aarzeling om actief deel te nemen aan de strijd tegen de Mantsjoes. In 1637 nam Wu Sangui dienst in het leger van de Ming-dynastie. Hij maakte een zeer snelle promotie door en even na 1640 was hij de commandant van de legertroep bij de Shanhaiguan-pas aan de Chinese Muur die de noordelijke toegang tot Peking bewaakte.

## Inname van Peking
De Ming-dynastie werd geconfronteerd  met een lange reeks van misoogsten in de jaren 1636-1643 die tot boerenopstanden en rebellie in grote delen van het land leidden. De leider van de rebellen, Li Zicheng, wist in april 1644 Peking in te nemen. De laatste keizer van de Ming, Chongzhen, pleegde zelfmoord. Een aanzienlijk deel van het rebellenleger rukte met Li Zicheng daarna op naar de Shanhaiguan-pas.
Daar ontving Wu Sangui het bericht dat zijn vader en zijn concubine in handen waren gevallen van Li Zicheng. Het is mogelijk dat dit een rol heeft gespeeld in het besluit van Wu Sangui een alliantie aan te gaan met Dorgon, de regent van Shunzhi, die met zijn leger van vendeltroepen ten noorden van de pas aanwezig was. Het leger van Li Zicheng werd op 27 mei 1644 vernietigend verslagen in de Slag bij Shanhaiguan. Slechts enkele troepen en Li Zicheng zelf bereikten weer Peking. Daar liet Li Zicheng de vader en concubine van Wu Sangui vermoorden, voordat hij de stad ontvluchtte. Een zoon van Wu Sangui, Wu Yingxiong, kon een zuster van de keizer Shunzhi trouwen en Wu Sangui werd aanzienlijk beloond.

## Opstand van de Drie Leengoederen
In de jaren daarna maakte Wu Sangui zich voor de Qing-dynastie verdienstelijk door het neerslaan van verzet van Ming-loyalisten in het zuiden van het land. Zijn campagnes brachten hem tot in Birma waar hij in 1662 de laatste telg van de Ming-dynastie die nog verzet pleegde kon arresteren en executeren.
Wu Sangui was wel de belangrijkste maar niet de enige generaal van de Ming-dynastie die uiteindelijk voor de Mantsjoes had gekozen. Meer van die generaals kregen de post van militair gebiedsgouverneur. Wu Sangui kreeg die post voor Yunnan, Shang Kexi van Guandong en Geng Jimao van Fujian. Deze gebieden konden door hen op een vrijwel geheel autonome wijze worden bestuurd.
De keizer Kangxi trachtte vanaf 1669 de macht van deze drie gouverneurs te beperken. Een belangrijke reden was dat er enorme subsidies aan de in die provincies aanwezige legers verstrekt werden terwijl Kangxi niet zeker was van hun loyaliteit. Shang Kexi bood in 1673 zijn ontslag aan maar dat werd slechts geaccepteerd onder de voorwaarde dat zijn zoon hem niet zou opvolgen. Een tweede reden was de angst aan het hof in Peking dat zich in deze drie provincies nieuwe erfelijke dynastieën zouden ontwikkelen. Het militair bestuur onder een gouverneur in Guandong werd opgeheven en Kangxi beval Shang Kexi zijn legers in Guandong te ontmantelen.
Wu Sangui vatte dit op als een oorlogsverklaring aan de zuidelijke provincies. In december 1673 proclameerde Wu Sangui de zogenaamde Zhou-dynastie alsmede de onafhankelijkheid van Yunnan en voerde een aantal offensieven uit in Guizhou en Hunan. Tegelijkertijd kwamen ook Shang Kexi en een zoon van Ging Jimoa in hun provincies in opstand. Kangxi liet de zoon van Wu Sangui, de schoonzoon van de vorige keizer Shunzhi, executeren. Kangxi wist uiteindelijk deze opstand, die bekendstaat als de Opstand van de Drie Leengoederen, neer te slaan. Er werd door de drie gouverneurs van de opstandige provincies niet of nauwelijks effectief samengewerkt. In die tijd waren ook de vendeltroepen die Kangxi tot zijn beschikking had nog de meest effectieve en getrainde troepen in het land. Een derde reden was het overlijden van Wu Sangui in 1678, de motor achter de opstand. Hij werd als keizer van de Zhou-dynastie opgevolgd door een kleinzoon, Wu Shifan, die in 1681 zelfmoord pleegde. Hiermee was de opstand volledig voorbij.